# Casa universale di giustizia

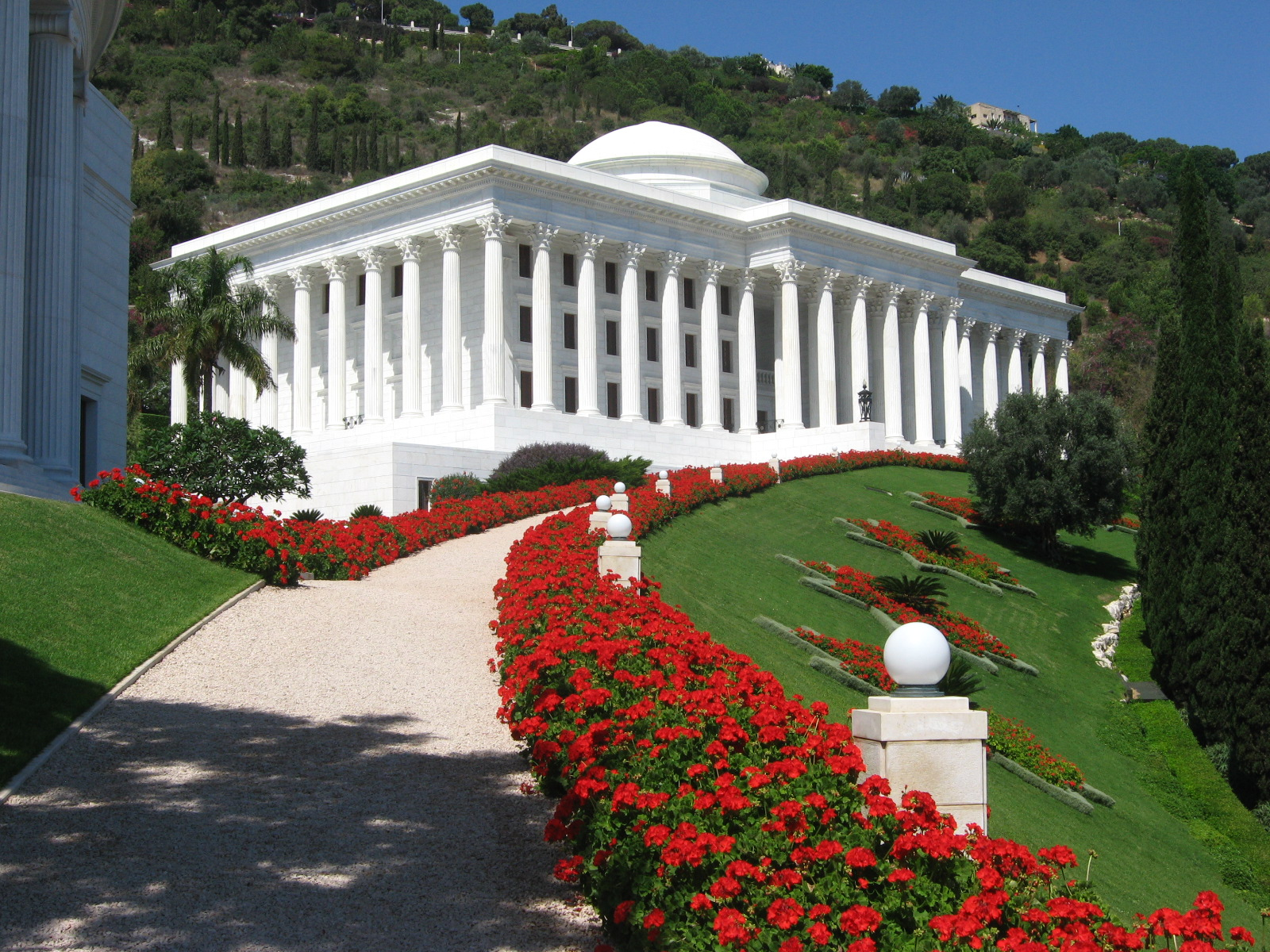
Casa Universale di Giustizia bahai, Haifa

La Casa Universale di Giustizia, suprema istituzione di governo della Fede bahá'í, ha sede nell'edificio a lei destinato nell'Arco bahá'í ad Haifa, sul Monte Carmelo, in Israele.
I suoi compiti e la sua sfera di attività sono stati definiti negli scritti di Bahá'u'lláh e di 'Abdu'l-Bahá, suo successore.
Si tratta di un organo direttivo e legislativo col potere di dar corso alle leggi bahá'í date da Bahá'u'lláh, fondatore della Fede, o di integrarle legiferando su quanto non chiaramente previsto dalle sacre scritture bahai.
La Casa Universale di Giustizia è nata formalmente nel 1963 al culmine della Crociata di dieci anni, un piano decennale internazionale di diffusione degli insegnamenti bahai.
Esercita parimenti la funzione giurisdizionale di ultimo organo consultivo ovvero d'appello nell'amministrazione bahá'í.
È costituita da nove persone di sesso maschile che vengono elette, senza candidatura e senza propaganda, da un collegio elettorale misto, maschile e femminile; collegio composto dall'insieme dei membri delle Assemblee Spirituali Nazionali che si riuniscono nella quinquennale fase elettiva ad Haifa in Israele (chi non può giungere manda i voti); donne e uomini bahá'í facenti parte delle Assemblee Spirituali Nazionali attive nell'anno elettivo nelle singole loro nazioni. Assemblee attualmente presenti in quasi tutti gli Stati del mondo.

Tutti i documenti e i testi pubblicati dalla Casa Universale di Giustizia hanno carattere ufficiale, e le decisioni legislative sono o saranno vincolanti per i bahá'í,  "La Casa Universale di Giustizia è autorizzata a modificare o revocare la propria legislazione con il mutare delle condizioni ..." (Kitab-i-Aqdas).
(`Abdu'l-Bahá)
Individualmente i membri della Casa Universale di Giustizia non godono di opinioni personali vincolanti, e la loro autorevolezza o autorità di governo è solo di natura collegiale, in quanto dopo ponderate consultazioni (anche con l'ausilio di esperti), le decisioni vengono prese a maggioranza dai nove componenti o preferibilmente all'unanimità; non essendo prevista, al momento della votazione, l'astensione dal voto..
La Casa di Giustizia ha fatto pubblicare parecchi estratti dalle opere del Báb, di Bahá'u'lláh e di 'Abdu'l-Bahá.

## Storia
Bahá'u'lláh nel suo Kitáb-i-Aqdas, noto anche come il libro delle leggi, dispose l'istituzione della Casa Universale di Giustizia e ne definì le funzioni.
In più scritti Bahá'u'lláh ne espose le competenze precisando che la Casa Universale di Giustizia aveva il potere di chiarire varie tematiche e di decidere su questioni che non erano state espressamente disciplinate.
Successivamente 'Abdu'l-Bahá, il figlio e successore di Bahá'u'lláh, nel suo testamento, definì altri aspetti come la composizione e le modalità d'elezione della Casa Universale di Giustizia. Affermò che la Casa Universale di Giustizia era sotto la protezione di Bahá'u'lláh, ne sancì il vincolante valore delle decisioni, che potevano e dovevano essere prese a maggioranza anche se era preferibile l'unanimità.
Confermò che i membri della Casa Universale di Giustizia dovevano essere di sesso maschile, indicando che il senso di tale decisione sarebbe emerso nel tempo.
La Casa Universale di Giustizia non fu costituita inizialmente a causa delle poche Assemblee Spirituali Nazionali presenti all'epoca.
Shoghi Effendi, il successore di `Abdu'l-Bahá, si adoperò per la formazione della Casa Universale di Giustizia, organizzando, allo scopo, una metodica espansione delle Comunità a livello locale, nazionale e mondiale.

Nel 1951, quando erano già costituite nove assemblee nazionali, Shoghi Effendi nominò i membri del Consiglio Internazionale bahai, indicandolo come l'embrione della Casa di Giustizia.
Dopo la morte inaspettata di Shoghi Effendi, nel 1957, le Mani della Causa assunsero la direzione degli affari della Comunità e annunciarono che l'elezione della Casa Universale di Giustizia sarebbe stata effettuata nel 1963 alla fine della Crociata di dieci anni, voluta da Shoghi Effendi.
Nell'aprile 1963, sei anni dopo il decesso di Shoghi Effendi, per la prima volta, fu istituita la Casa Universale di Giustizia da cinquantasei Assemblee Spirituali Nazionali. La data dell'elezione coincise col finire della Crociata di dieci anni e con il primo centenario della rivelazione fatta da Bahá'u'lláh nei giardino di Ridván nell'aprile 1863
Da allora, ogni cinque anni si rielegge e si innova tale massima Istituzione della Fede bahai. Nel 1972, la Casa Universale di Giustizia pubblicò la propria costituzione.

## Elezione
La Casa Universale di Giustizia viene eletta ogni cinque anni senza candidatura e senza propaganda a scrutinio segreto attraverso tre livelli di elezioni, dove il terzo livello d'elezione, cioè quello internazionale, è compiuto dai membri al tempo in carica nelle rispettive Assemblee Spirituali Nazionali di tutto il mondo.
Nel processo elettorale non è ammessa, né prima né dopo, alcuna campagna elettorale, né candidatura. Alla funzione di membro della Casa Universale di Giustizia sono eleggibili tutti i maschi bahai maggiorenni, mentre il corpo elettorale è formato indifferentemente da uomini o donne appartenenti a ognuna delle Assemblee Spirituali Nazionali del mondo.
Le elezioni si svolgono a cadenza quinquennale, in spirito di meditazione e di preghiera, durante un'assemblea internazionale con l'auspicata presenza dei membri di tutte le Assemblee Spirituali Nazionali, (ASN). Ciascun membro di ogni Assemblea Nazionale, eletto a sua volta dai bahai del proprio paese, singolarmente vota nove nomi tra tutti gli eleggibili, i nove che avranno il maggior numero di voti scrutinati sono i membri eletti nella Casa Universale di Giustizia .
Riferiamo dei dati sull’elezione fatta nell'aprile 2008 con la partecipazione di centosessantasei Assemblee Spirituali Nazionali allora esistenti. Oltre mille delegati bahai, provenienti da centocinquantatre paesi, erano fisicamente presenti al Centro Mondiale Bahai di Haifa per tale elezione della Casa Universale di Giustizia nella decima elezione Internazionale Bahá'í

## Funzioni

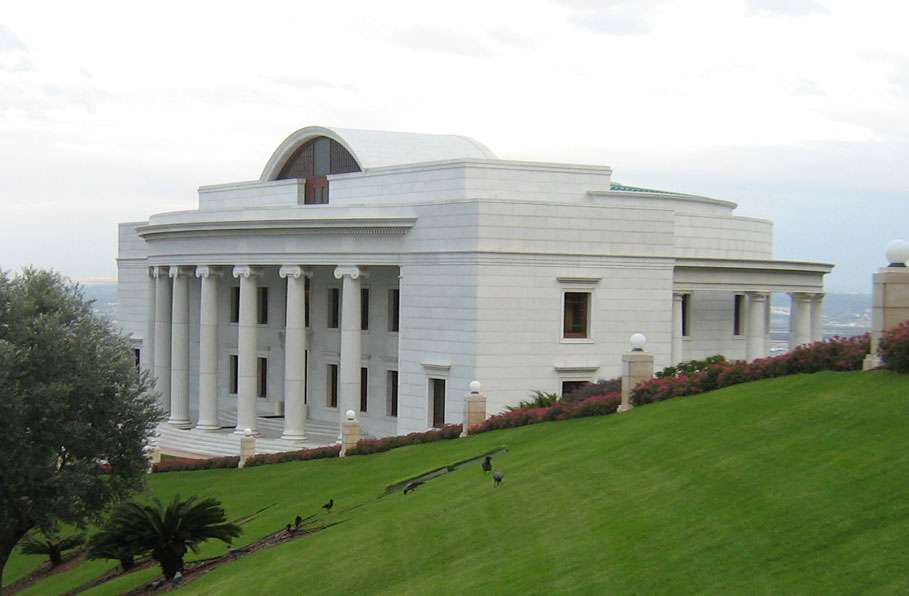
Centro internazionale d'insegnamento, Haifa

La Casa Universale di Giustizia guida la crescita e lo sviluppo della Comunità bahá'í mondiale.
Le sue funzioni comprendono, come stabilito da Bahá'u'lláh, la promulgazione della fede, l'osservanza della legge bahai, l'amministrazione degli affari sociali, l'elevazione spirituale dell'umanità, la prosperità del mondo, la cura e la protezione degli anziani, degli ammalati e dei poveri, promuovere la pace universale tra le nazioni.

Secondo la sua costituzione la Casa Universale di Giustizia deriva la propria esistenza, l'autorità, i doveri, la sfera d'azione dalla Parola Rivelata di Bahá'u'lláh, che, con le interpretazioni e i chiarimenti effettuati da `Abdu'l-Bahá e da Shoghi Effendi ne 
()
Tra le sue funzioni più importanti si evidenziano:
- la promozione delle qualità spirituali che caratterizzano la vita individuale e collettiva dei Bahai;
- la protezione e conservazione dei testi sacri bahai;
- la pacifica difesa e la protezione delle comunità bahai dalle repressioni e dalle persecuzioni;
- lo sviluppo della crescita delle comunità bahai;
- la salvaguardia delle libertà, delle iniziative e dei diritti personali e individuali;
- l'applicazione dei principi e delle leggi bahai;
- lo sviluppo, l'abrogazione e il cambiamento delle leggi, che non siano riportate dai testi sacri, per adeguarle alla necessità dei tempi;
- la sanzione delle violazioni delle leggi bahá'í.

In ossequio alla deliberata volontà di Bahá'u'lláh, deve inoltre esercitare tutta la sua influenza per promuovere il benessere del genere umano, la pace tra i popoli, la protezione dell'uomo e la salvaguardia del suo onore.
La Casa Universale di Giustizia aiuta le Assemblee Spirituali Nazionali e Locali, anche attraverso delle istituzioni ausiliarie che sostengono le sue attività nel migliorare il mondo: tra queste il Corpo Continentale dei Consiglieri e il Centro Internazionale d'insegnamento.

### Giurisdizione
La Casa Universale di Giustizia ha il compito di promuovere l'evoluzione e il progresso della società, può disciplinare a tal proposito qualsiasi utilità non prevista dai testi sacri bahá'í. 
(`Abdu'l-Bahá.)
Mentre può cambiare o aggiornare le normative che ha emanato, adeguandole alle mutate condizioni del mondo, non può annullare o cambiare alcuna delle leggi bahai espressamente scritte nei Testi Sacri
()
I poteri e i doveri di cui la Casa di Giustizia è stata investita comprendono tutto ciò che è necessario per assicurare la realizzazione di quello che Bahá'u'lláh vuole per l'umanità. Le delucidazioni della Casa di Giustizia risolvono tutti i problemi difficili, le questioni incomprensibili, i dilemmi che hanno causato divergenze e gli argomenti non espressamente annotati nel Libro. Per tutta la Dispensazione la Casa di Giustizia fornirà una guida adatta alle esigenze del tempo, assicurando così che la Causa sia in grado di adeguarsi ai bisogni e alle esigenze di una società in continuo cambiamento. Essa garantisce che nessuno alteri la natura del messaggio di Bahá'u'lláh o modifichi le caratteristiche essenziali della Causa. 

## Pubblicazioni

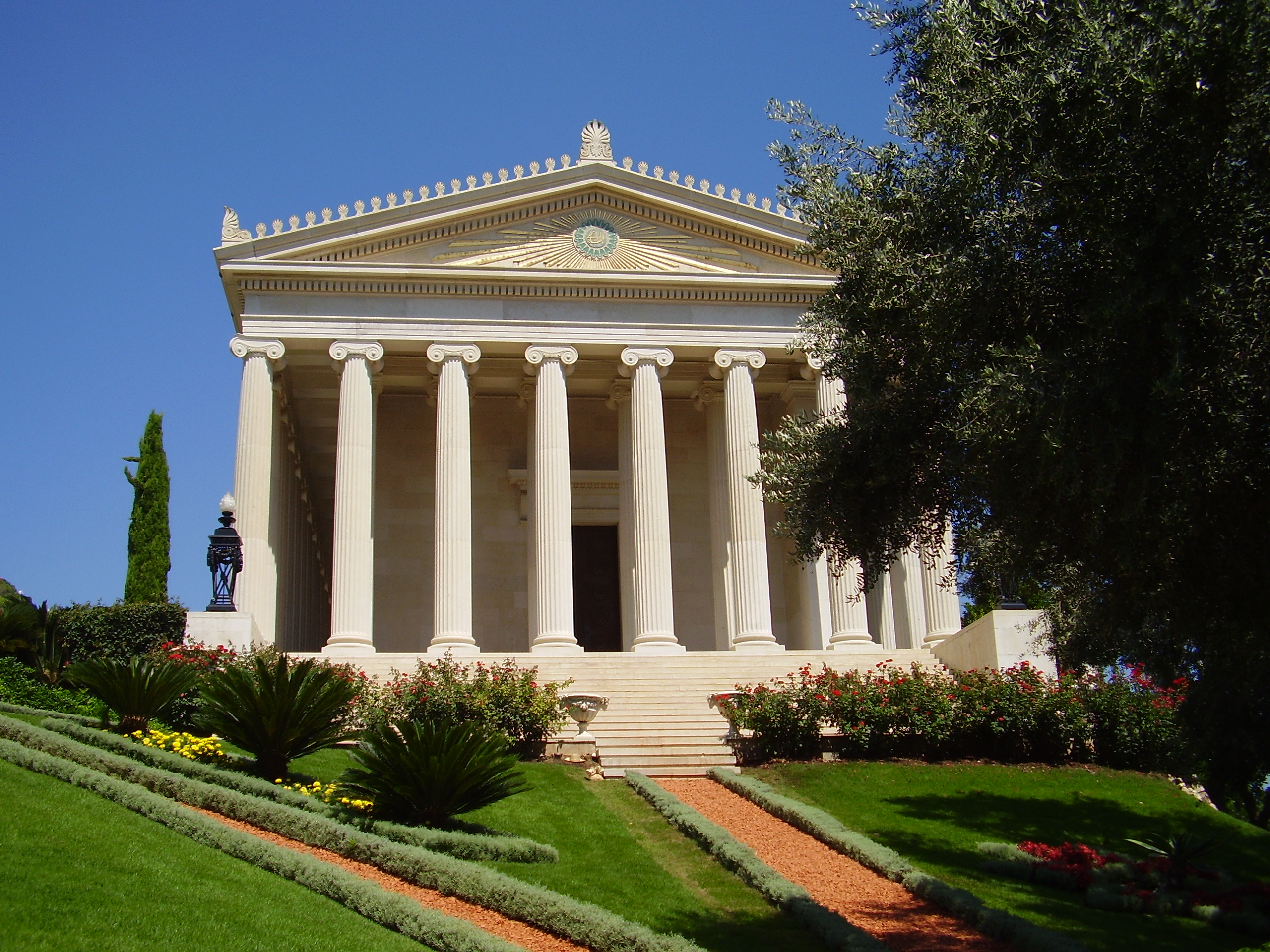
Archivi bahai, Haifa

La Casa Universale di Giustizia divulga usualmente le sue linee guida attraverso lettere indirizzate ai bahai di tutto il mondo e in alcuni casi dirette ai Popoli del mondo, come ha fatto con uno scritto dell'ottobre 1985 dal titolo: La Promessa della pace mondiale, fatta pervenire specificamente anche a centosessanta e più Capi di Stato e di Governo. Messaggio del quale ecco un significativo stralcio:
"La razza umana, che come unità distinta e organica è trascorsa attraverso stadi di evoluzione analoghi a quelli dell’infanzia e della fanciullezza nella vita degli individui, si trova ora nel periodo culminante della sua turbolenta adolescenza e s’avvicina a quel periodo, così a lungo atteso, che coincide con la maggiore età … i pregiudizi, le guerre e lo sfruttamento sono stati l’espressione di stadi immaturi in un ampio processo storico e oggi la razza umana sta sperimentando l’inevitabile tumulto legato al suo pervenire collettivo alla maggior età (ciò) non offre ragioni per disperarsi, anzi è motivo indispensabile per intraprendere la mirabile impresa di edificare un mondo pacifico. La realizzabilità di tale impresa, l’esistenza delle necessarie energie costruttive e la possibilità di erigere strutture sociali unificatrici sono temi che vi sollecitiamo a prendere in esame. 
Per quante sofferenze e agitazioni i prossimi anni possano tenere in serbo e quantunque fosche le immediate prospettive, la comunità bahá’í crede fermamente che l’umanità possa affrontare questa prova suprema confidando nell’esito finale. … Giunta com’è nelle strettoie di paralizzanti conflitti, l’umanità deve esaminare sé stessa, la propria negligenza, considerando le numerose allettanti voci alle quali ha prestato ascolto per trovare le fonti di malintesi e confusioni perpetrati in nome della religione. Coloro che, ciecamente ed egoisticamente, si sono tenuti stretti alle loro peculiari ortodossie, imponendo ai propri seguaci interpretazioni erronee e contrastanti delle parole dei Messaggeri divini, portano di tale confusione una pesante responsabilità – una confusione resa più grave dalle artificiali barriere erette tra fede e ragione, tra scienza e religione … Avesse l’umanità scoperto la vera realtà di questi Educatori della sua collettiva fanciullezza, considerandoli promotori di un unico processo di civilizzazione, avrebbe senza dubbio raccolto, dagli effetti cumulativi delle loro successive missioni, una messe infinitamente maggiore di benefici. Ma in questo, purtroppo, essa ha (sinora) fallito. … Non c’è dubbio: ciò che urge è uno sforzo comune riparatore. E si tratta in primo luogo di un atteggiamento mentale.  Vorrà l’umanità persistere nella sua caparbietà, continuando ad aggrapparsi ad obsoleti concetti e a inservibili teorie? ... Bisognerà adottare una struttura autenticamente universale ...”''
(La Promessa della Pace Mondiale, Dichiarazione della Casa Universale di Giustizia Pag. 6-7, 10 e 12-14)
Gli argomenti trattati sono i più vari, come l'insegnamento, la preghiera, la vita familiare, l'educazione, l'amministrazione bahá'í e altro.
La Casa universale di giustizia ha fatto pubblicare diversi scritti del Báb, di Bahá'u'lláh e di `Abdu'l-Bahá; nel 1992 ha fatto pubblicare in lingua inglese il Kitáb-i-Aqdas, il libro delle leggi di Bahá'u'lláh; la cui traduzione dalla lingua originale ha dato adito a traduzioni in numerose altre lingue.
Ha istituito, nel Centro mondiale bahá'í, dei dipartimenti di ricerca e archivio, ha raccolto oltre 60.000 lettere di Bahá'u'lláh, `Abdu'l-Bahá e Shoghi Effendi utilizzate anche come base delle proprie deliberazioni.
Tra le importanti Sue pubblicazioni, citiamo:
- La promessa della pace mondiale (1985).

Dichiarazione indirizzata ai Popoli del Mondo, inviata ad oltre 160 capi di stato e di governo.
- Bahá'u'lláh (1992).

Monografia su Bahá'u'lláh, in occasione del centenario del suo trapasso.
- Prosperità dell'Umanità (1995).

Concetti sulla prosperità globale secondo gli insegnamenti bahai.
- Secolo della Luce (2001).

Analisi sul XX secolo, sui cambiamenti e sviluppo della Fede Bahai.
- Lettera ai leader religiosi del mondo (2002).
- Una fede comune (2005).

## Membri attuali della Casa di giustizia
I membri attuali della Casa universale di giustizia sono:
- Paul Lample (2005)
- Payman Mohajer (2005)
- Shahriar Razavi (2008)
- Andrej Donoval (2023)
- Albert Nshisu Nsunga (2023)
- Chuungu Malitonga (2013)
- Ayman Rouhani (2013)
- Juan Francisco Mora (2018)
- Praveen Mallik (2018)